# 乌尔丽克·陶贝尔
乌尔丽克·陶贝尔（德語：Ulrike Tauber，1958年6月16日—），德国女子游泳运动员。她曾代表东德参加1976年和1980年夏季奥林匹克运动会游泳比赛，获得一枚金牌和一枚银牌。